# Кешью
Ке́шью (англ. cashew, от порт. caju), или анака́рдиум за́падный (лат. Anacardium occidentale), инди́йский оре́х — дерево, плод которого является распространённым продуктом питания; вид рода Анакардиум семейства Сумаховые. Родина — Бразилия. Культивируют в тропиках.
Плоды ореховидные, ядро съедобное; из скорлупы добывают масло-кажу (кардойль), используемое в медицине и технике. Плодоножку, разросшуюся в виде груши, употребляют в пищу (так называемое яблоко-кажу).
Из стволов старых деревьев, достигающих 12 метров, добывают камедь.

## Происхождение названия
Латинское название происходит от греческого слова kardia — сердце, поскольку так называемое яблоко (ложный плод) имеет схожую с ним форму. Кешью легко поддаётся культурному возделыванию, чем успешно пользовались индейцы племени тикуна, проживающие на территории современной Бразилии. Они употребляли кору, листья, плоды дерева в разнообразных, не только кулинарных, целях. На языке тикуна кешью называется acaju (что означает «жёлтый плод»).
Название на португальском языке «кажу» (порт. caju) или «акажу» (порт. acaju) происходит от слова языка тупи acayu, составные части которого имеют следующие значения: a- фрукт; ´ác- который соединяется; aiú- волокнистый; то есть фрукт, который состоит из волокон; волокнистый фрукт. Французский путешественник Андре Теве в своём описании Антарктической Франции называл дерево и орех «акайу» или «акайю» (фр. Acaïou). Индейцы Бразилии отсчитывали возраст человека временами цветения или сбора урожая, поэтому слово «кажу» ассоциировалось у них с понятием «год жизни» (порт. ano de vida), и такое значение сохранилось в бразильском варианте разговорного португальского языка при неформальном общении. Именно от португальских названий плода «кажу» и самого дерева «кажуэйру» (порт. cajueiro) в свою очередь произошло английское название «кешью» (англ. cashew), заимствованное в русский язык.
Тем не менее, в Венесуэле кешью больше известен как merey, а во многих других испаноязычных странах Латинской Америки как marañón, по названию штата Мараньян (порт. Maranhão) в северной Бразилии, где и было обнаружено дерево кешью. В Мозамбике известны названия «мекажу» (порт. mecaju) и «мепоту» (порт. mepoto).

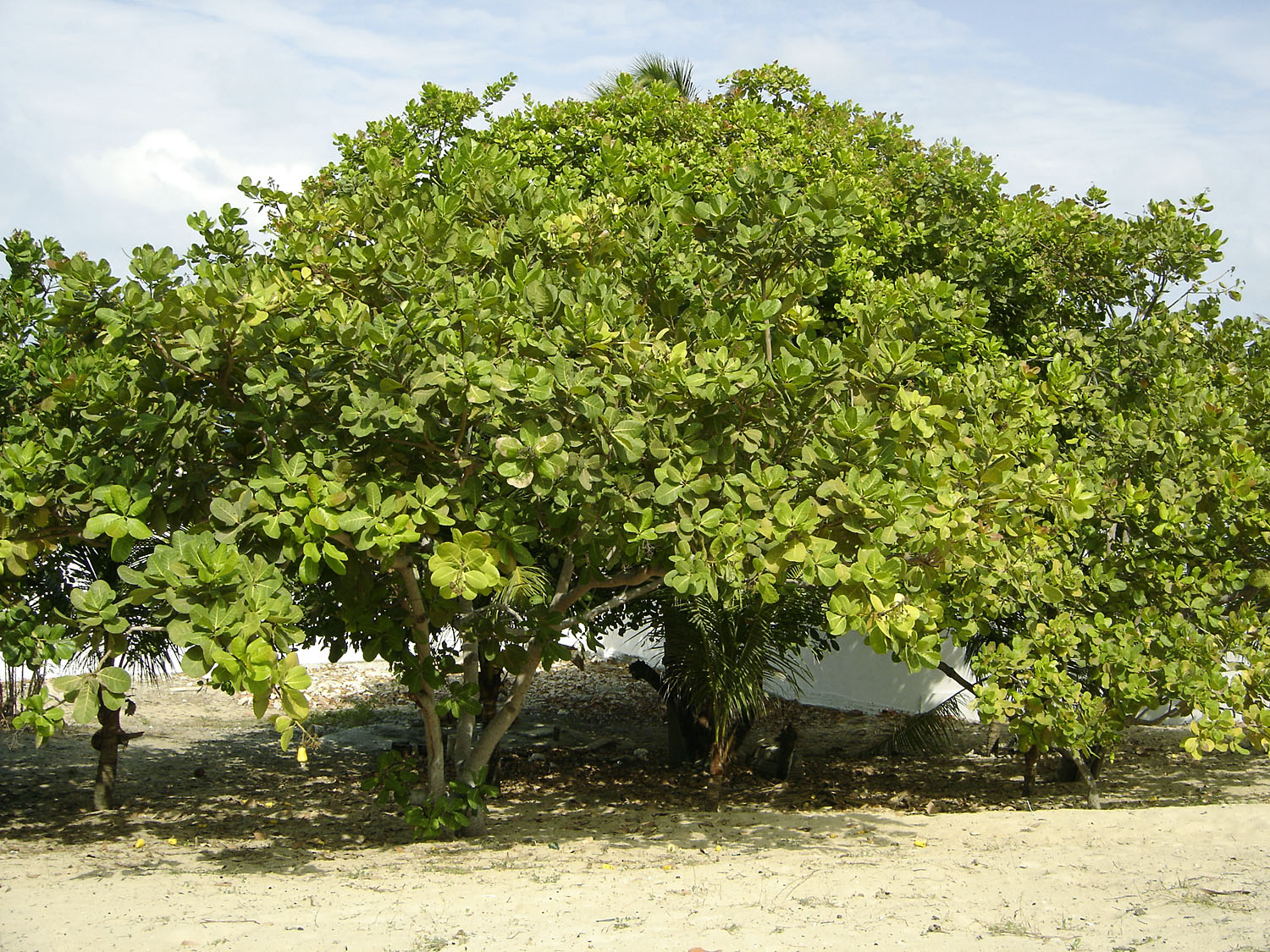
Дерево кешью в Бразилии, близ Форталезы

Другие синонимичные названия, которые употребляются в разных странах и на разных языках: cashu, casho, acajuiba, acajou, acajaiba, alcayoiba, anacarde, anacardier, anacardo, cacajuil, cajou, gajus, jocote maranon, noix d’acajou, pomme cajou, pomme jambu, jambu golok, jambu mete, jambu monyet, jambu terong, kasoy, ouja (на арабском عوج — множественное число от слова أعوج — «вмятина», «извилина»).

## Ареал
Естественный ареал кешью сравнительно невелик и включает в себя преимущественно восток Бразилии. Искусственный ареал включает в себя прежде всего всю Индию, Западную Африку, Юго-Восточную Африку, Юго-Восточную Азию (прежде всего — Вьетнам). Также кешью выращивают в Иране, а в странах бывшего СССР — на юге Азербайджана.

## Описание

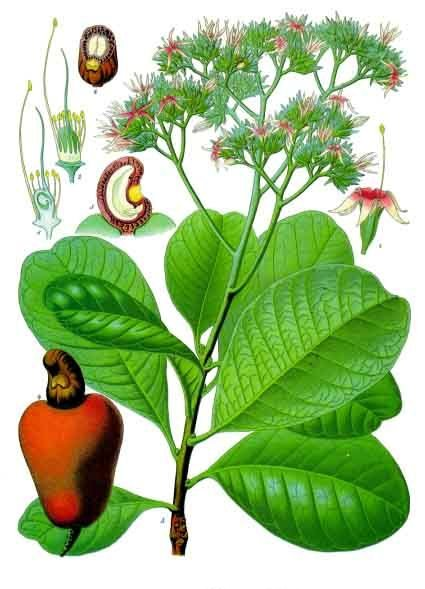

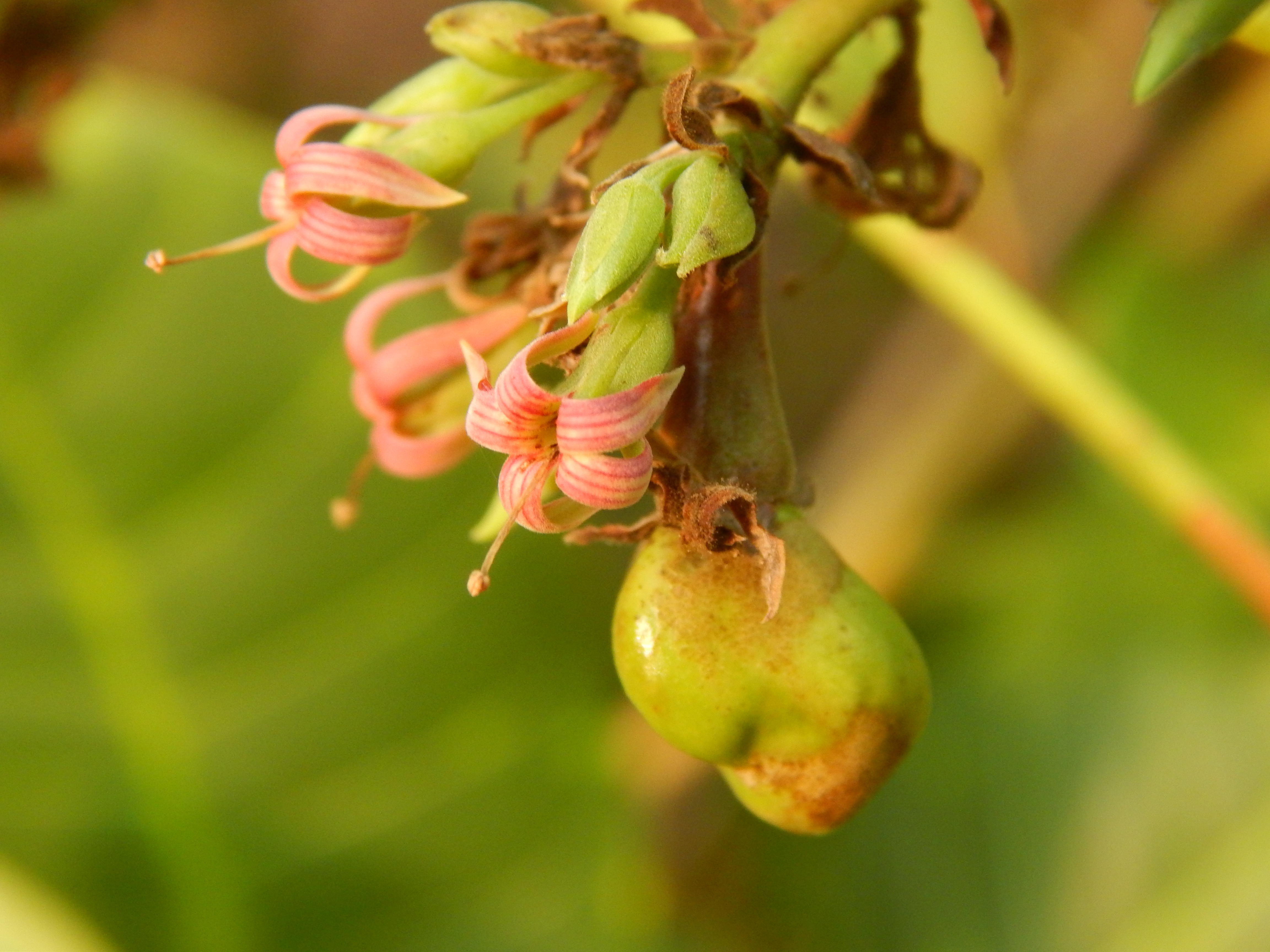
Цветок дерева кешью

Анакардиум западный — небольшое вечнозелёное дерево высотой 10—12 м, с коротким, часто неправильно ветвящимся стволом.
Крона широкораскидистая, её диаметр сравним с высотой дерева — 8—10 м.
Листья очерёдные, кожистые, эллиптические или яйцевидные, цельнокрайные, 4—22 см в длину и 2—15 см в ширину.
Цветки бледно-зелёные, с переходом в красноватые, с пятью тонкими остроконечными лепестками 7—15 мм длиной; собраны в метёлку или щиток длиной до 26 см.
То, что часто называют плодами кешью, или «яблоками кешью», — на самом деле разросшаяся сочная плодоножка, или, более правильно, рецептакула (цветоложе). Они жёлтые или красные, 5—11 см длиной, имеют грушевидную или ромбовидно-продолговатую форму. Под кожицей скрыта жёлтая волокнистая, очень сочная, немного вяжущая, кисловатая на вкус мякоть. Такие образования ботаники называют «псевдофрукт».
Истинный плод кешью развивается на самом конце плодоножки, после псевдофрукта-«яблока». Это орех, напоминающий миниатюрные боксёрские перчатки. Он покрыт двойной оболочкой. Внешняя — зелёная и гладкая, содержит едкую фенольную смолу. Внутренняя похожа на плотную скорлупу, покрытую напоминающими соты ячейками, под которой и скрывается съедобное ядро ореха, по форме схожее с человеческой почкой.
Средний вес одного ореха — 1,5 г.
|                       |  |  |
| Листья, цветки, плоды |  |  |

## Культивирование

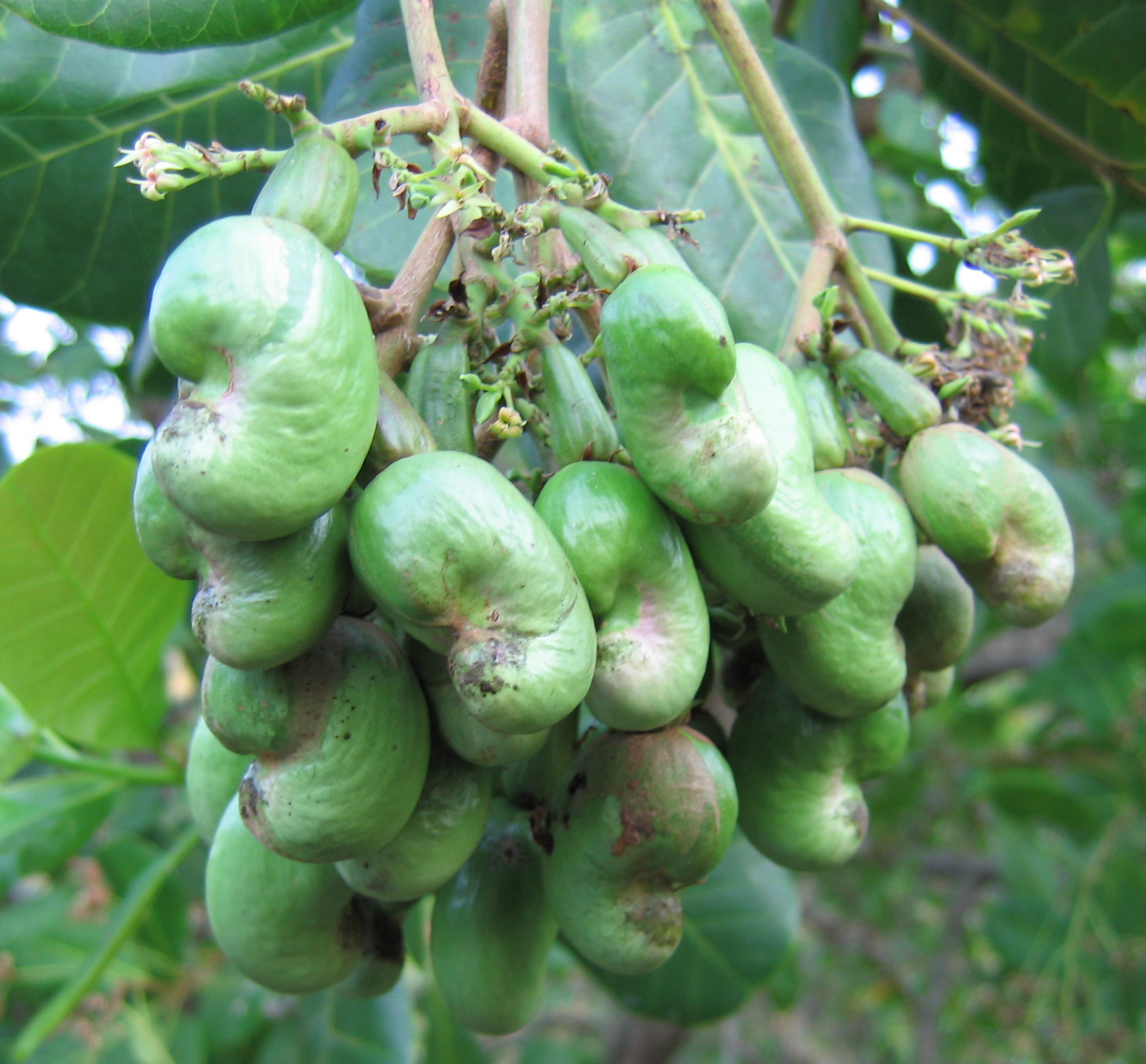
Молодые плоды кешью

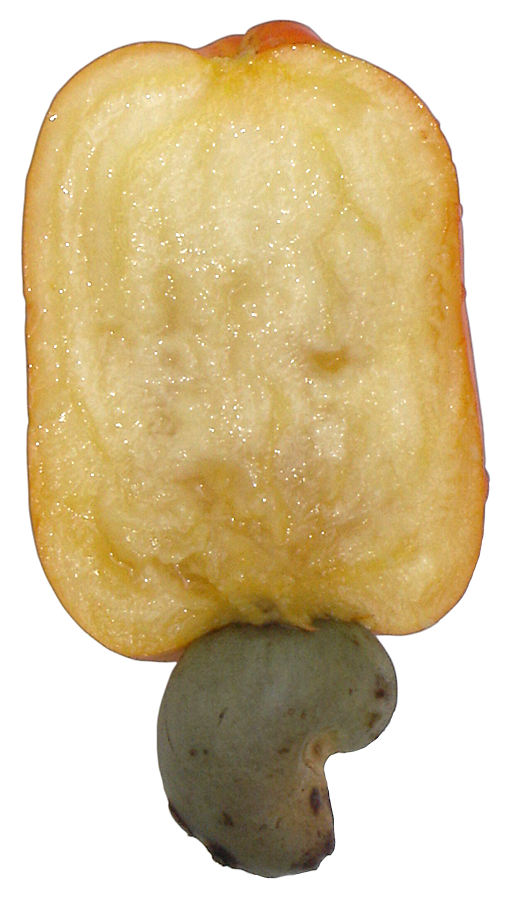
«Яблоко кешью» в разрезе

Согласно хроникам первых португальских поселенцев, во времена созревания плодов и сбора урожая племена индейцев из глубины Бразилии направлялись к побережью и вели там так называемые «войны за акайю» (порт. guerras do acayu). Во времена доминирования голландцев на северо-западе Бразилии Иоганн Мориц Нассау-Зигенский установил штраф 100 флоринов за одно срубленное дерево «ввиду того, что его плод имеет важное значение для пропитания индейцев».
Изначально введено в культуру в Бразилии, во второй половине XVI века португальцы завезли дерево сперва в Гоа, затем в Индию и Африку, теперь его выращивают в 32 странах мира с тёплым и влажным климатом. Всего в мире плантациями кешью занято около 35,1 тыс. км². Мировое производство ореха кешью оценивается, по данным FAO, в 2,7 млн т ежегодно. Средний урожай составляет 780 кг с гектара.
Основными поставщиками сырья кешью на мировой рынок являются Вьетнам (960,8 тыс. т в 2005 году), Нигерия (594 тыс. т), Индия (460 тыс. т), Бразилия (147,63 тыс. т) и Индонезия (122 тыс. т). По употреблению кешью Индия выходит на первое место, несмотря на относительно низкое качество продукции. Данные страны совокупно дают более 90 % мирового экспорта орехов. Крупные центры торговли кешью в Индии — Паласа, Коллам, Мангалор и Кочи.
| Производство кешью (тыс. тонн) | Производство кешью (тыс. тонн) | Производство кешью (тыс. тонн) | Производство кешью (тыс. тонн) | Производство кешью (тыс. тонн) | Производство кешью (тыс. тонн) | Производство кешью (тыс. тонн) | Производство кешью (тыс. тонн) | Производство кешью (тыс. тонн) | Производство кешью (тыс. тонн) | Производство кешью (тыс. тонн) | Производство кешью (тыс. тонн) | Производство кешью (тыс. тонн) | Производство кешью (тыс. тонн) |
| Страна                         | 1965                           | 1970                           | 1975                           | 1980                           | 1985                           | 1990                           | 1995                           | 2000                           | 2005                           | 2010                           | 2015                           | 2020                           |                                |
| ------------------------------ | ------------------------------ | ------------------------------ | ------------------------------ | ------------------------------ | ------------------------------ | ------------------------------ | ------------------------------ | ------------------------------ | ------------------------------ | ------------------------------ | ------------------------------ | ------------------------------ | ------------------------------ |
| Кот-д’Ивуар                    | 0.4                            | 0.3                            | 0.4                            | 0.6                            | 3                              | 6                              | 39                             | 63                             | 185                            | 380                            | 703                            | 849                            |                                |
| Индия                          | 100                            | 123                            | 144                            | 180                            | 221                            | 285                            | 322                            | 520                            | 544                            | 613                            | 745                            | 773                            |                                |
| Вьетнам                        | 0.7                            | 2                              | 3                              | 6                              | 60                             | 140                            | 202                            | 270                            | 961                            | 312                            | 352                            | 349                            |                                |
| Бурунди                        | н/д                            | н/д                            | н/д                            | н/д                            | н/д                            | н/д                            | н/д                            | н/д                            | н/д                            | н/д                            | н/д                            | 301                            |                                |
| Филиппины                      | 5                              | 6                              | 4                              | 4                              | 4                              | 4                              | 6                              | 9                              | 116                            | 135                            | 205                            | 256                            |                                |
| Танзания                       | 76                             | 107                            | 116                            | 41                             | 33                             | 17                             | 63                             | 121                            | 90                             | 74                             | 198                            | 233                            |                                |
| Бенин                          | 0.05                           | 0.6                            | 0.3                            | 1                              | 1                              | 3                              | 15                             | 40                             | 52                             | 102                            | 225                            | 190                            |                                |
| Мали                           | н/д                            | н/д                            | н/д                            | 0,7                            | 0,1                            | 0                              | 10                             | 19                             | 26                             | 35                             | 66                             | 173                            |                                |
| Буркина-Фасо                   | н/д                            | н/д                            | н/д                            | 0,2                            | 0,6                            | 1                              | 3                              | 6                              | 9                              | 21                             | 120                            | 162                            |                                |
| Гвинея-Бисау                   | 2                              | 2                              | 2                              | 3                              | 13                             | 30                             | 29                             | 73                             | 89                             | 121                            | 169                            | 160                            |                                |
| Бразилия                       | 14                             | 20                             | 20                             | 75                             | 115                            | 108                            | 185                            | 139                            | 153                            | 104                            | 103                            | 140                            |                                |
| Индонезия                      | 0                              | 0                              | 9                              | 9                              | 21                             | 30                             | 75                             | 70                             | 135                            | 115                            | 138                            | 132                            |                                |
| Мозамбик                       | 136                            | 184                            | 188                            | 71                             | 25                             | 22                             | 33                             | 58                             | 104                            | 97                             | 81                             | 128                            |                                |
| Нигерия                        | 22                             | 25                             | 25                             | 25                             | 25                             | 30                             | 95                             | 466                            | 594                            | 792                            | 97                             | 99                             |                                |
| Гана                           | н/д                            | н/д                            | н/д                            | н/д                            | н/д                            | 0,5                            | 1                              | 8                              | 29                             | 33                             | 50                             | 82                             |                                |
| Весь мир                       | 386                            | 512                            | 564                            | 464                            | 574                            | 733                            | 1131                           | 1932                           | 3178                           | 3060                           | 3394                           | 4181                           |                                |

## Использование

### «Яблоки»
«Яблоки» кешью, благодаря их сочной кисловатой мякоти, кроме прямого употребления в пищу, используются для приготовления джемов, желе, компотов, соусов «чатни» и спиртных напитков. В зависимости от местных традиций, сок перерабатывается либо дистиллируется. Его разбавляют водой и обогащают сахаром, получая освежающий напиток «кажуина» (порт. Cajuína), который настолько же популярен в странах Латинской Америки, как апельсиновый сок в Северной Америке или Европе. В индийском штате Гоа делают плодовый самогон фенни (Fenny). Его готовят из перебродившего сока плодов кешью путём нескольких возгонок, в результате чего получается очень крепкий (до 40 градусов) напиток со своеобразным вкусом и ароматом.
«Яблоки» кешью богаты танином и имеют терпкий вяжущий вкус, а также очень быстро портятся.

### Орехи
Во многих странах отдают предпочтение орехам кешью. По сравнению с другими, орехи кешью вызывают значительно меньше случаев аллергии.

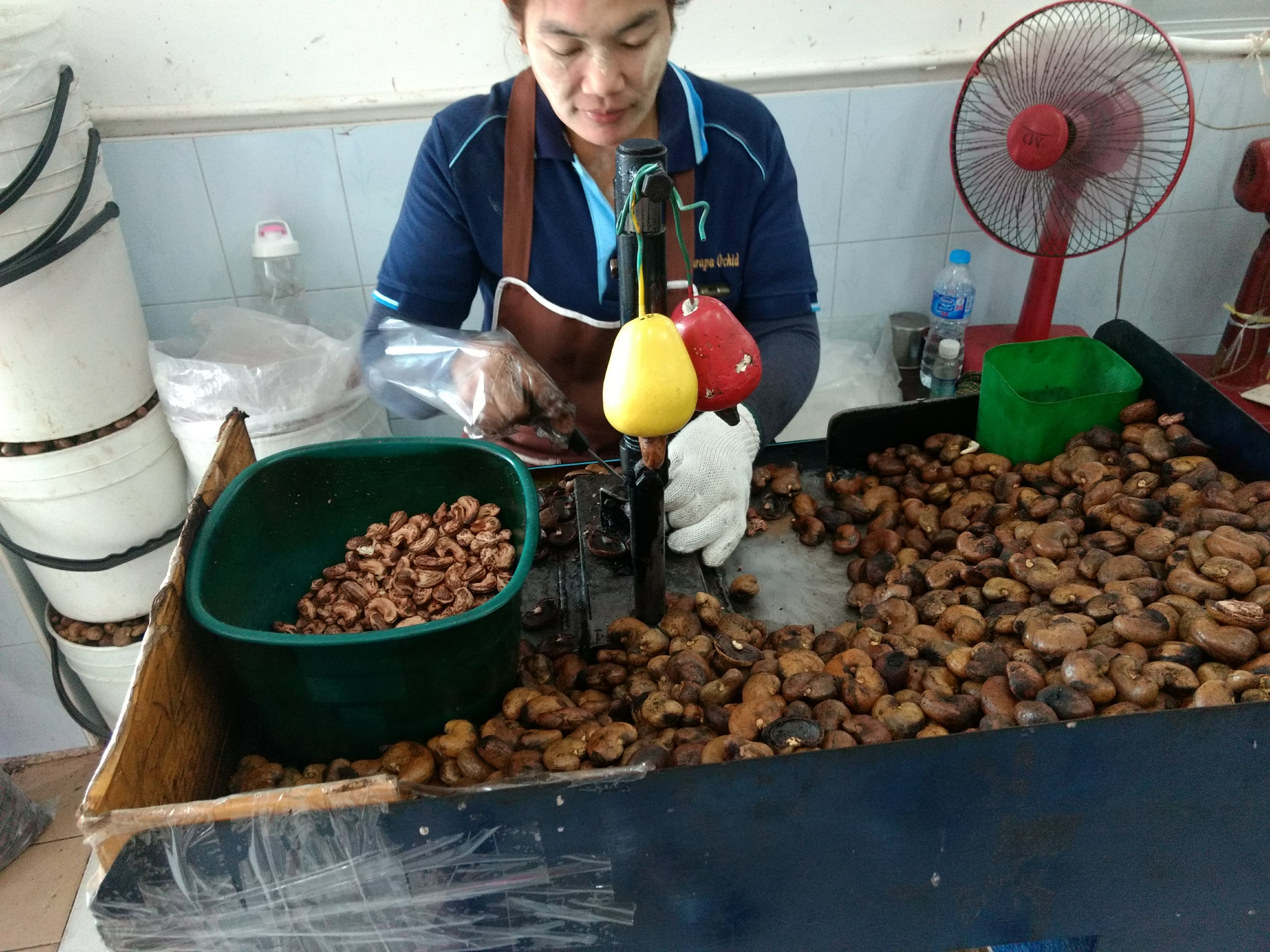
Женщина использует машину для лущения кешью на Пхукете, Таиланд.

Кешью богаты белками и углеводами, витаминами А, В2, В1 и железом, содержат цинк, фосфор, кальций. В качестве вспомогательного средства эти орехи употребляются при псориазе, дистрофии, нарушениях обменных процессов, анемиях.
Орехи кешью — обычный ингредиент азиатской кухни. Из них получают высококачественное масло, схожее с арахисовым. Тёмно-жёлтое масло ореха кешью получают в результате прессования ломаных кусков более низкой ценности, случайно образовавшихся во время обработки. Самое высококачественное масло производится путём первого холодного отжима. Энергетическая ценность 1 г кешью — около 5,5 ккал (70 % которых приходится на жиры) — меньше, чем у миндаля, арахиса или грецкого ореха. Из орехов кешью готовят всевозможные соусы.
Употребление кешью в пищу снижает артериальное давление и уровень триглицеридов, а регулярное употребление снижает риск ишемической болезни сердца. Орех помогает контролировать «плохой» холестерин и уровень сахара в крови. Замена 10 % общей суточной калорийности сырым кешью снижает уровень инсулина в крови у пациентов с сахарным диабетом второго типа.
Перед употреблением орех очищают от скорлупы и оболочки, так как едкое вещество анакардовая кислота, находящаяся между ними, при попадании на кожу вызывает раздражение, вплоть до сильных ожогов. Такие случаи нередки среди рабочих, которые проводят очистку вручную. Затем орехи прокаливают, чтобы остатки смолы испарились. Именно поэтому кешью никогда не продают в скорлупе.
Из оболочки кешью путём перегонки получают две фракции. Твёрдую измельчают и используют в изготовлении автомобильных тормозных колодок и накладок к ним. Жидкая фракция содержит около 90 % анакардовой кислоты и 10 % кардола. Существует значительный потенциал для использования жидкой фракции в разработке медикаментов, антиоксидантов, фунгицидов и так далее. В частности, она используется в производстве фениламина, служащего затвердителем и модификатором при производстве резины, а также лака и олифы. Из-за водоотталкивающих свойств фениламин используется в судостроении и судоремонте для изготовления эпоксидных покрытий межпалубных настилов. Используется в народной медицине тропических стран и для борьбы с термитами.

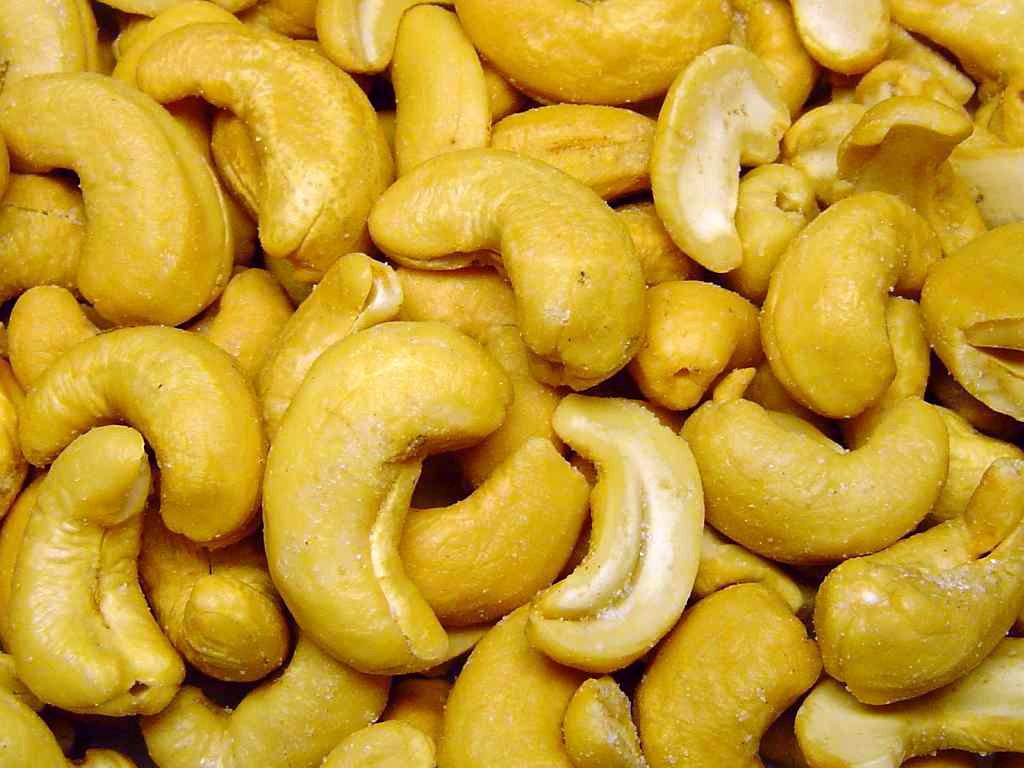
Кешью как закуска

В Африке кешью употребляют в качестве интоксиканта, средства для нанесения татуировок, в Бразилии кешью считается афродизиаком, средством против астмы, бронхита, гриппа, расстройства желудка, диабета, на Гаити — средством от зубной боли и бородавок, в Мексике им обесцвечивают веснушки, в Панаме лечатся от гипертонии, в Перу используют в качестве антисептика, в Венесуэле лечат воспаление горла и так далее.
Ближайшими родственниками кешью являются сумах, лаковое дерево, «курящее» дерево, момбин, кафрская слива, фисташки, манго, перуанское перечное дерево и ядовитый плющ.
В России и странах Ближнего зарубежья на прилавках магазинов можно встретить сырой или обжаренный кешью. Может продаваться как в целом виде, так и в расколотом на 2 половинки (некондиция).

### Аллергия
Примерно у 6 % людей кешью может вызвать осложнения или аллергические реакции, которые могут быть опасными для жизни. Эти аллергии вызваны белками, содержащимися в древесных орехах, и при приготовлении кешью эти белки не исчезают. Реакция на кешью и древесные орехи также может возникать как следствие скрытых ингредиентов содержащих следы орехов, которые могут случайно попасть во время обработки или производства пищевых продуктов, особенно у людей европейского происхождения.

## Галерея

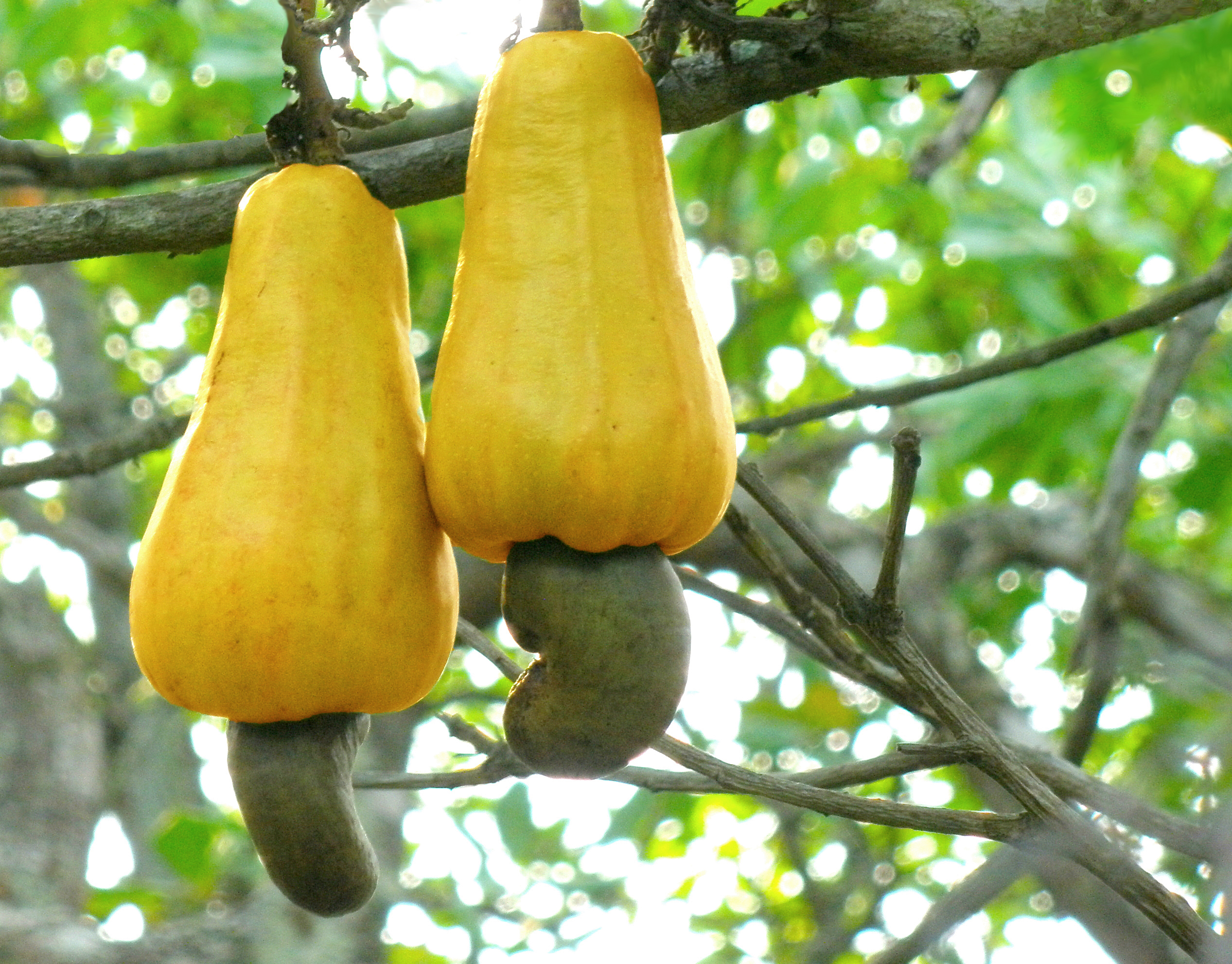
Спелые плоды кешью
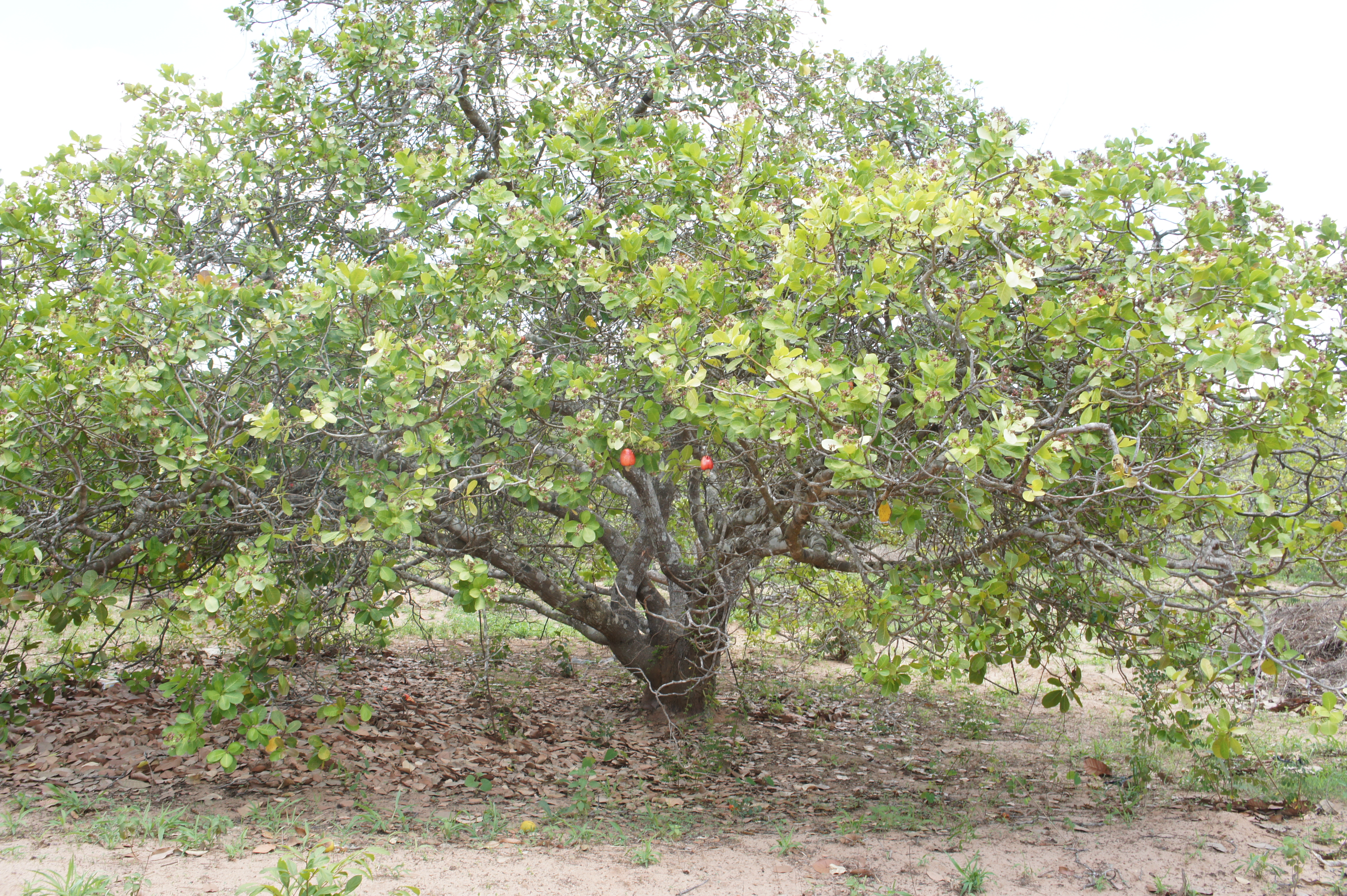
Дерево кешью
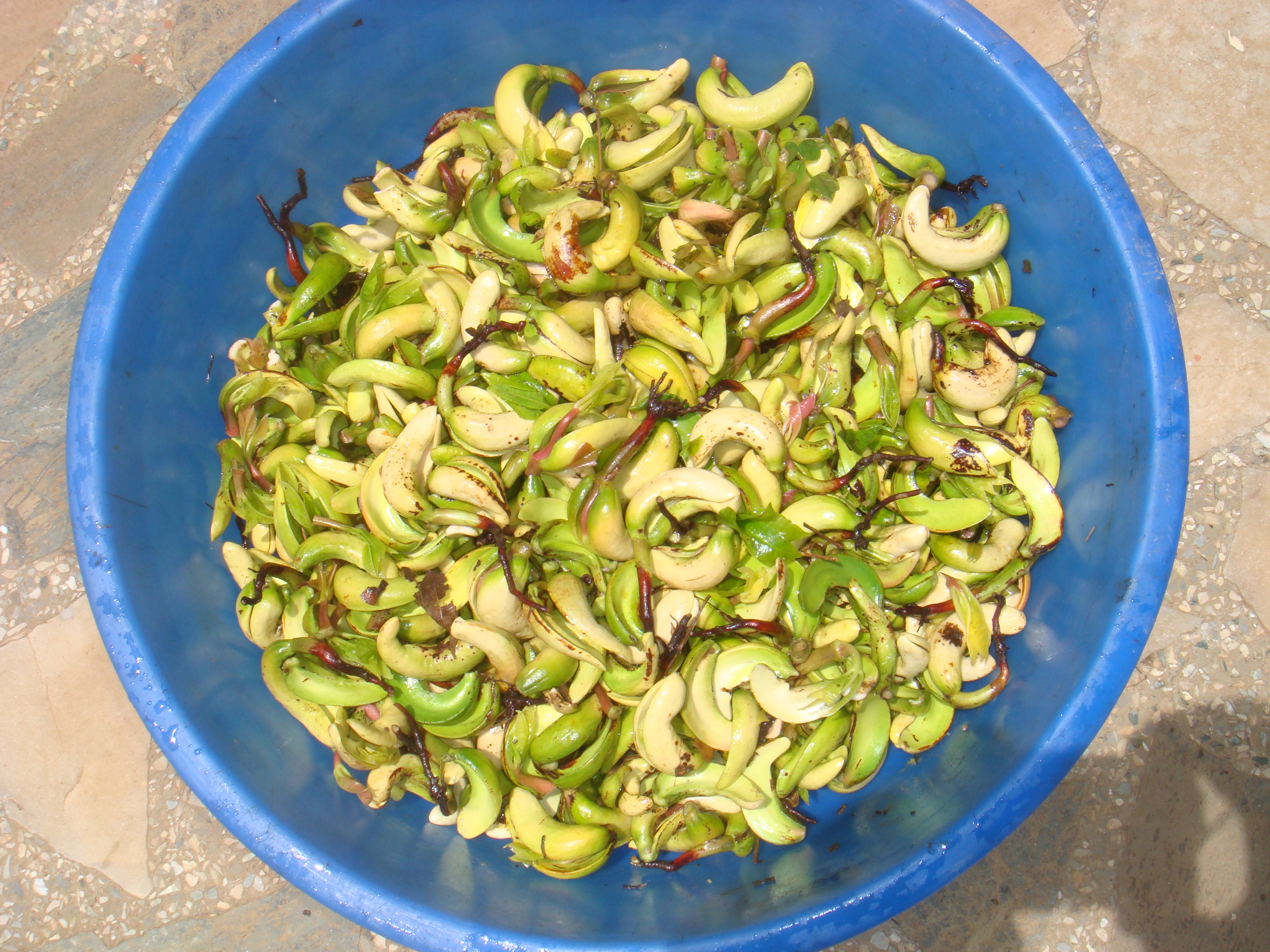
Ростки кешью едят сырыми или варёными
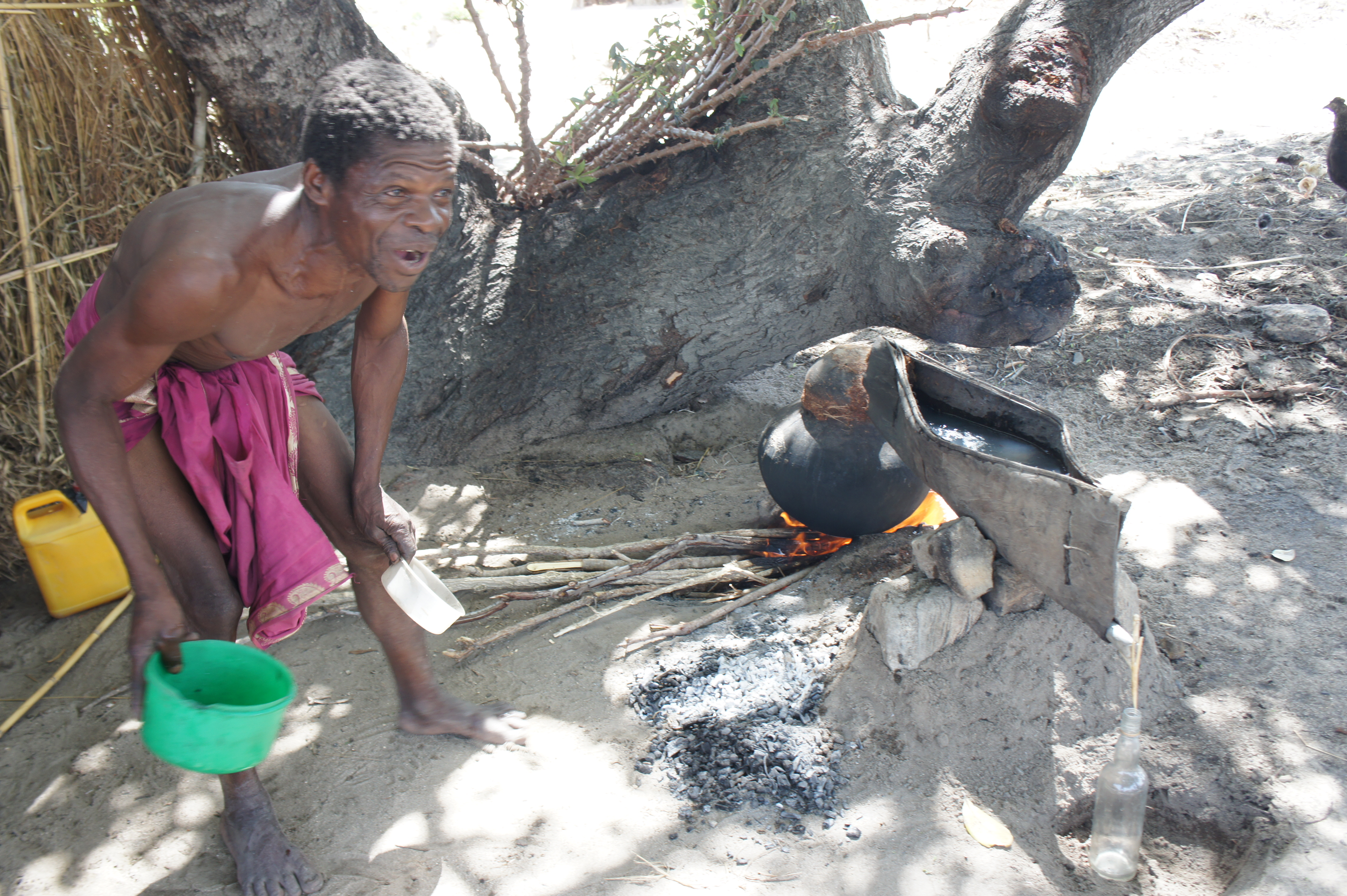
Дистилляция яблочного ликера из кешью (мучекеле) в Мозамбике
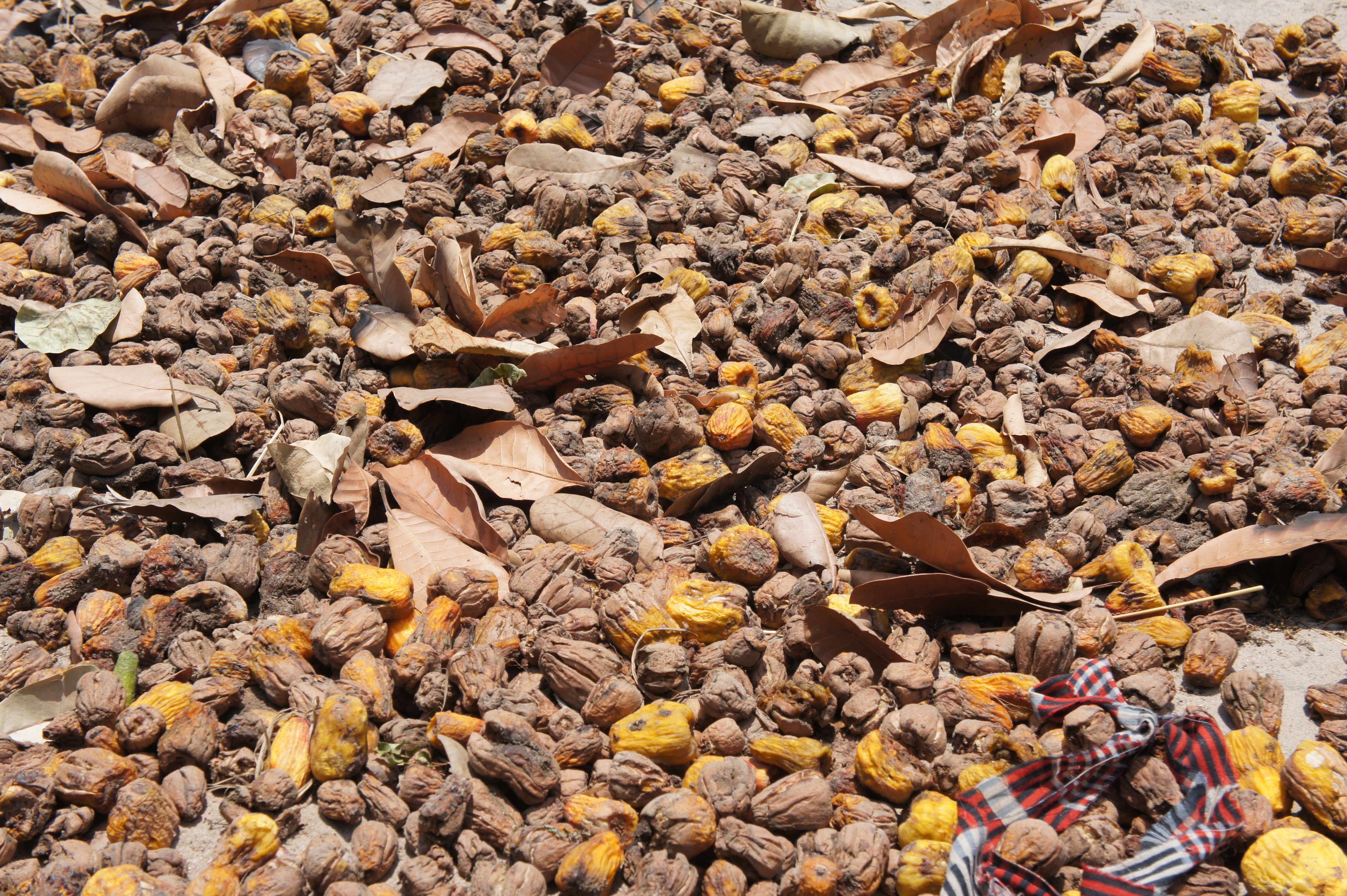
Сморщенные ферментированные плоды кешью, готовые к дистилляции, Мозамбик
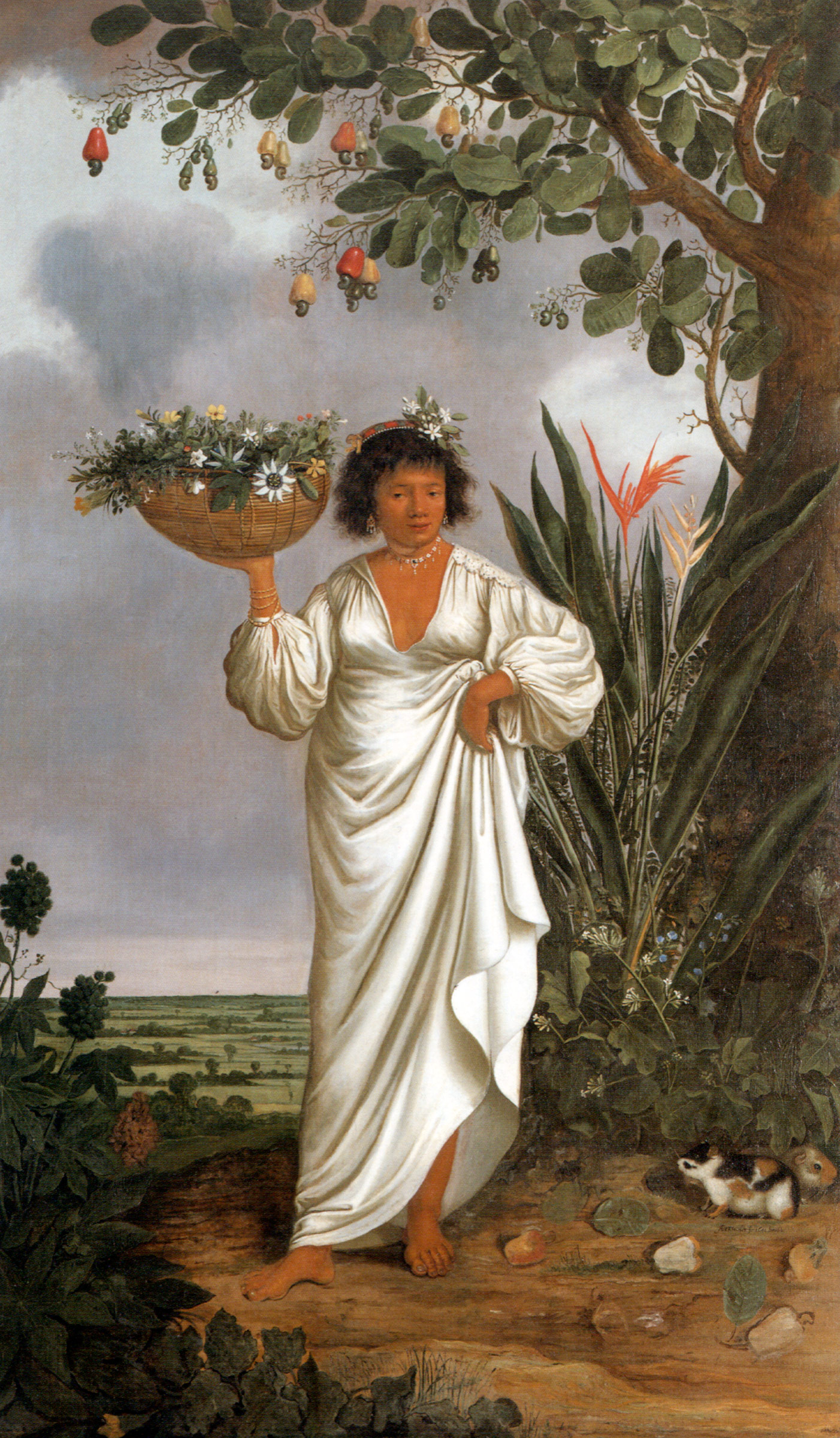
Девушка-«мамелюко» под плодоносящим деревом кешью (1641–1644). Худ. Альберт Экхаут. Национальный музей Дании
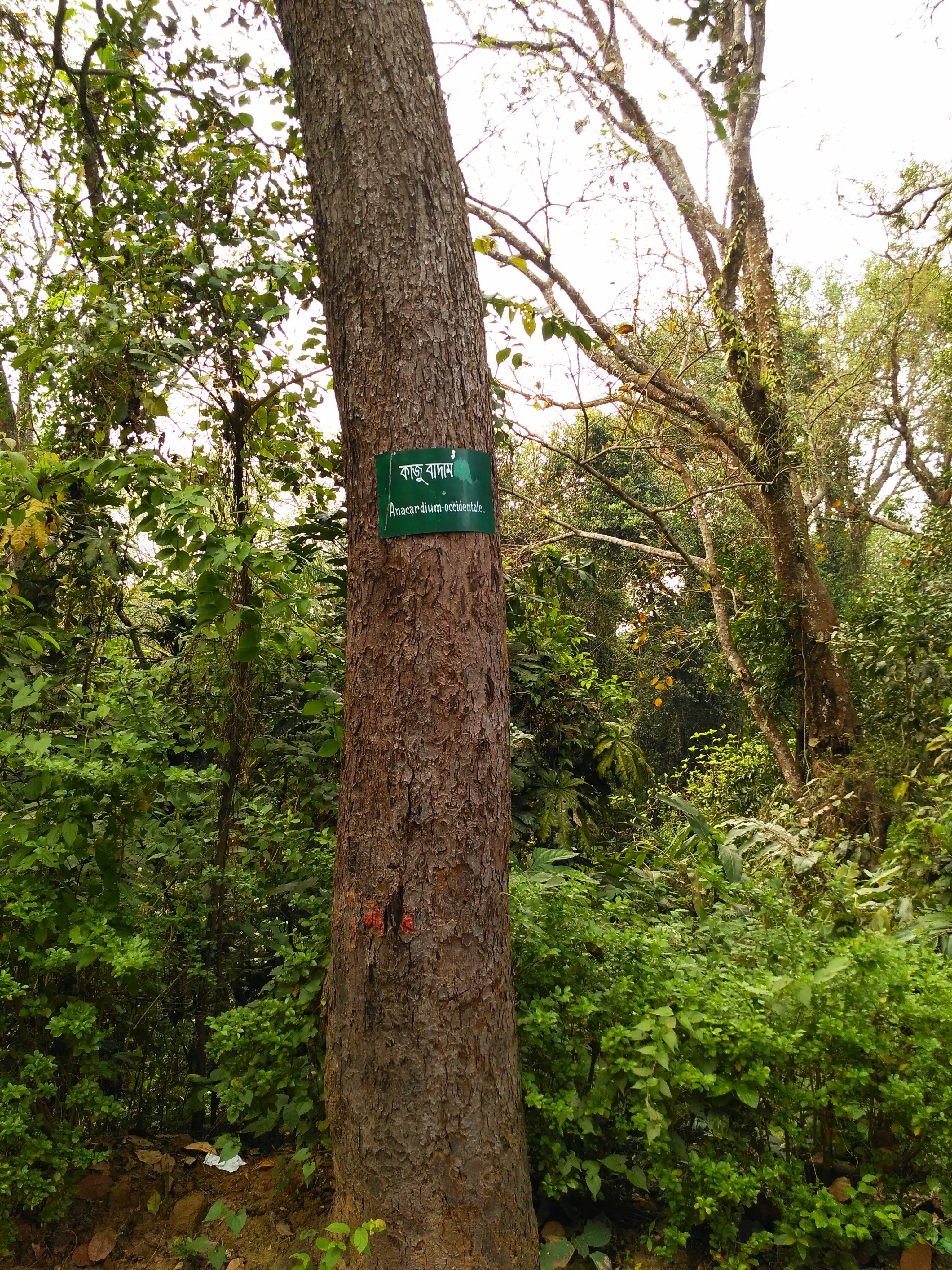
Вид на ствол дерева кешью в национальном парке Лавачара, Бангладеш. Фото 2016 года